# Тангенціальний трикутник

Тангенціальний трикутник A_{t}B_{t}C_{t} та ортотрикутник A_{h}B_{h}C_{h} для трикутника ABC.

Якщо навколо даного гострокутного трикутника {\displaystyle \Delta ABC} описати коло і в трьох вершинах трикутника провести прямі, дотичні до кола, то перетин цих прямих утворює так званий тангенціальний трикутник {\displaystyle \Delta A'B'C'} по відношенню до даного трикутника {\displaystyle \Delta ABC}.
Трикутник {\displaystyle \Delta ABC} по відношенню до трикутника {\displaystyle \Delta ABC} називають тангенціальним трикутником, бо його сторони {\displaystyle A'C'}, {\displaystyle B'C'} і {\displaystyle A'B'} є дотичними до кола, описаного навколо даного трикутника {\displaystyle \Delta ABC} відповідно в вершинах {\displaystyle B}, {\displaystyle A} і {\displaystyle C}.

## Зауваження
Тангенціальний по латині означає дотичний, хоча термін дотичний трикутник {\displaystyle \Delta A'B'C'} може мати і кілька більш загальний сенс, як трикутник, на сторонах якого лежать вершини даного трикутника {\displaystyle \Delta ABC}.

## Координати вершин
Трикутні координати вершин тангенціального трикутника
{\displaystyle A'=-a:b:c}
{\displaystyle B'=a:-b:c}
{\displaystyle C'=a:b:-c}

## Властивості
- Сторони тангенціального трикутника {\displaystyle \Delta A'B'C'} антипаралельні відповідним протилежним сторонам даного трикутника (по властивості антипаралельності дотичних до кола).
- Сторони тангенціального трикутника паралельні відповідним сторонам Ортотрикутника.
- Вписане в тангенціальний трикутник {\displaystyle \Delta A'B'C'} коло є описаним колом по відношенню до даного трикутника {\displaystyle \Delta ABC}.
- Центр вписаного в тангенціальний трикутник {\displaystyle \Delta A'B'C'} кола збігається з центром кола, описаного близько даного трикутника {\displaystyle \Delta ABC}.
- Зв'язок між кутами тангенціального трикутника і даного трикутника ΔABC

{\displaystyle \ A'=\pi -2A;} {\displaystyle \ B'=\pi -2B;} {\displaystyle \ C'=\pi -2C.}
- Центр вписаного в тангенціальний трикутник {\displaystyle \Delta A'B'C'} кола збігається з центром кола, описаного близько даного трикутника {\displaystyle \Delta ABC}.
- Для даного трикутника {\displaystyle \Delta ABC} його тангенціальний трикутник {\displaystyle \Delta A'B'C'} і Ортотрикутник {\displaystyle \Delta A''B''C''} подібні.
- Площа даного трикутника {\displaystyle \Delta ABC} дорівнює середньому геометричному між площами тангенціального трикутника і Ортотрикутника.
- Площа тангенціального трикутника дорівнює[1]:

{\displaystyle S_{tan}={\frac {S(2abc)^{2}}{(a^{2}+b^{2}-c^{2})(a^{2}+c^{2}-b^{2})(b^{2}+c^{2}-a^{2})}}}
де {\displaystyle S} - площа трикутника {\displaystyle \Delta ABC}; {\displaystyle a,b,c} - його відповідні сторони.
Або
{\displaystyle S_{tan}={\frac {1}{2}}|S\sec A\sec B\sec C|}
- Сторони тангенціального трикутника дорівнюють[2]

{\displaystyle a'={\frac {2a^{3}bc}{|a^{4}-(b^{2}-c^{2})^{2}|}}}
{\displaystyle b'={\frac {2ab^{3}c}{|b^{4}-(c^{2}-a^{2})^{2}|}}}
{\displaystyle c'={\frac {2abc^{3}}{|c^{4}-(b^{2}-a^{2})^{2}|}}}

### Властивості подібності родинних трикутників
- Вихідний трикутник {\displaystyle \Delta ABC} по відношенню до Ортотрикутника є трикутником трьох зовнішніх бісектрис.
- Ортотрикутник і  тангенціальний трикутник подібні (Зетель, 1962, наслідок 1, § 66).
- Ортотрикутник Ортотрикутника і вихідний трикутник подібні.
- Трикутник трьох зовнішніх бісектрис трикутника трьох зовнішніх бісектрис і вихідний трикутник подібні.
- Ортотрикутник трикутника Жергонна і вихідний трикутник подібні.
- Вище зазначені властивості подібності родинних трикутників є наслідком нижче перерахованих властивостей паралельності (антипаралельності) сторін родинних трикутників.

### Властивості паралельності (антипаралельності) сторін родинних трикутників
- Сторони даного гострокутного трикутника антипаралельні відповідним сторонам Ортотрикутник, проти яких вони лежать.
- Сторони тангенціального трикутника антипаралельні відповідним протилежним сторонам даного трикутника (по властивості антипаралельності дотичних до кола).
- Сторони тангенціального трикутника паралельні відповідним сторонам Ортотрикутник.
- Нехай, точки дотику вписаного в даний трикутник кола з'єднані відрізками, тоді вийде трикутник Жергонна, і в отриманому трикутнику проведено висоти. В цьому випадку прямі, що з'єднують підстави цих висот, паралельні сторонам вихідного трикутника. Отже Ортотрикутник трикутника Жергонна і вихідний трикутник подібні.

## Чудові точки
Наступна таблиця дає відповідність чудових точок тангенціального трикутника з центрами вихідного трикутника. Xn означає індекс чудової точки в списку Кімберлінга.
| Xn   | Центр тангенціального трикутника  | Xn    | Центр вихідного трикутника                      |
| ---- | --------------------------------- | ----- | ----------------------------------------------- |
| X2   | центроїд трикутника               | X154  | X3 чева-сполучена точка до X6                   |
| X3   | центр описаного кола              | X26   | центр описаного кола тангенціального трикутника |
| X4   | Ортоцентр                         | X155  | власний центр Ортотрикутник                     |
| X5   | центр дев'яти точок               | X156  | X5 тангенціального трикутника                   |
| X6   | точка перетину симедіан           | X157  | X6 тангенціального трикутника                   |
| X30  | нескінченна точка прямої Ейлера   | X1154 | ізогональне сполучення точки X1141              |
| X523 | ізогональне сполучення точки X110 | X1510 | крос-різниця точок Наполеона                    |